# Islam en Angola
L’islam est en Angola une religion très minoritaire, qui représente près de 100 000 personnes, soit 0,5 % de la population environ, même si les autorités de la communauté musulmane nationale comme David Alberto Ja placent le nombre plutôt à 800 000, et Mohammed Saleh Jabu de dire qu'il existe dorénavant quelque 60 mosquées dans le pays.
La plupart des musulmans sont des migrants d’Afrique de l'Ouest et du Liban. Leur faible nombre et le fait que certains soient des immigrés illégaux empêchent à l'islam d'obtenir un statut légal.

## Informations sur une mise hors-la-loi en 2013
Le 19 novembre 2013, l'Angola aurait fermé jusqu'à nouvel ordre les mosquées, arguant que le processus de légalisation de l'Islam n'a pas été approuvé. Certaines mosquées auraient par ailleurs vu leur minaret détruit au motif qu'il aurait été construit sans permis. Il s'agit en fait d'une désinformation comme le rapporte Courrier International. Un employé de l'ambassade d'Angola à Washington a démenti que l'Islam soit banni et que les mosquées soient détruites.